# Still
Still (en alsacià Stíll) és un municipi francès, situat a la regió del Gran Est, al departament del Baix Rin. L'any 2005 tenia 1.760 habitants. Forma part del cantó de Mutzig, del districte de Molsheim i de la Comunitat de comunes de la Regió de Molsheim-Mutzig.

## Demografia
| 1962  | 1968  | 1975  | 1982  | 1990  | 1999  |
| ----- | ----- | ----- | ----- | ----- | ----- |
| 1.104 | 1.150 | 1.147 | 1.289 | 1.314 | 1.514 |

## Administració
| Període   | Identitat           | Partit |
| --------- | ------------------- | ------ |
| 2001-2008 | François Widloecher |        |
| 2008-     | Maurice Boehler     |        |